# 免疫耐受
免疫耐受（英語：或）是指免疫系统对特定抗原的特异性无应答状态。免疫耐受包括天然免疫耐受与诱导免疫耐受。天然免疫耐受或自身耐受（self tolerance）是指机体对自身组织成分不产生免疫应答。诱导免疫耐受（induced tolerance）则是对外界抗原的免疫耐受，可以通过诱导方法产生。诱导免疫耐受可分为中枢耐受（central tolerance）、外周耐受（peripheral tolerance）与获得耐受（acquired tolerance）三种形式。
免疫耐受中的遗传缺陷会导致自體免疫性疾病的发生，如I型自體免疫性多内分泌腺病综合征（APS-1）、IPEX综合征等。